# Ніч яка місячна
«Ніч яка́ мі́сячна, зо́ряна, я́сная» — популярна українська пісня.

## Історія написання
Автором слів поезії, більш відомої за її першими рядками, є Михайло Старицький. Музику до неї, як включення до опери арії за мотивами повісті Миколи Гоголя «Утоплена», написав Микола Лисенко. Уперше опублікована 1885 року в одеському альманасі «Нива».
Проте пісня стала всесвітньо відомою з іншою мелодією, що її авторами є кобзар Андрій Волощенко та Василь Овчинніков. Надруковано в 3-й частині Шевченкової «Школи гри на бандурі» в друкарні В. Гроссе 1914 року разом із трьома іншими музичними творами Лисенка — «Заповітом», «На смерть Т. Шевченка» та маршем «Гей, нумо хлопці до зброї».
2003 року пісню було перекладено ерзянською мовою.

## Текст
| ВИКЛИК Михайло Петрович Старицький 1870 Ніч яка, Господи! Місячна, зоряна: Ясно, хоч голки збирай… Вийди, коханая, працею зморена, Хоч на хвилиночку в гай! Сядем укупі ми тут під калиною — І над панами я пан… Глянь, моя рибонько, — срібною хвилею Стелеться полем туман; Гай чарівний, ніби променем всипаний, Чи загадався, чи спить? Он на стрункій та високій осичині Листя пестливо тремтить; Небо незміряне всипано зорями — Що то за Божа краса! Перлами-зорями теж під тополями Грає перлиста роса. Ти не лякайся-но, що свої ніженьки Вмочиш в холодну росу: Я тебе, вірная, аж до хатиноньки Сам на руках однесу. Ти не лякайсь, а що змерзнеш, лебедонько: Тепло — ні вітру, ні хмар… Я пригорну тебе до свого серденька, Й займеться зразу, мов жар; Ти не лякайсь, аби тут та підслухали Тиху розмову твою: Нічка поклала всіх, соном окутала — Ані шелесне в гаю! Сплять вороги твої, знуджені працею, Нас не сполоха їх сміх… Чи ж нам, окривдженим долею клятою, Й хвиля кохання — за гріх? | \| Пісня з к/ф «У бій ідуть лише „старі“» Ніч яка місячна, зоряна, ясная, Видно, хоч голки збирай. Вийди коханая, працею зморена Хоч на хвилиночку в гай. Ти ж не лякайся, що ніженьки босії Топчуть холодну росу. Я ж тебе вірная аж до хатиноньки Сам на руках однесу. Сядемо вкупочці біля хатиноньки І над панами я пан. Глянь, моя рибонько, срібнею хвилею Котиться в полі туман. \| |  |
| Пісня з к/ф «У бій ідуть лише „старі“» Ніч яка місячна, зоряна, ясная, Видно, хоч голки збирай. Вийди коханая, працею зморена Хоч на хвилиночку в гай. Ти ж не лякайся, що ніженьки босії Топчуть холодну росу. Я ж тебе вірная аж до хатиноньки Сам на руках однесу. Сядемо вкупочці біля хатиноньки І над панами я пан. Глянь, моя рибонько, срібнею хвилею Котиться в полі туман. | |  |

## Виконавці
Композиція стала вельми популярна до виконання. Пісню виконували Анна Рекер, Олексій Горбунов, Тарас Компаніченко, Борис Гмиря, Гурт Вертеп, Дмитро Гнатюк, Костянтин Огнєвий, Анатолій Солов'яненко, Микола Кондратюк, Ярослав Євдокимов, Ольга Чубарева, Хор ім. Верьовки, Олександр Пономарьов, Олег Винник, Олександр Малінін, Квітка Цісик, Поль Манандіз, Євген Дятлов та інші.

## У культурі
У варіанті В. Косовського пісня «Ніченька темная» була популярна в лавах УПА.
У 1973 році перший та п'ятий куплети пісні були використані у звуковій доріжці фільму «У бій ідуть лише „старі“» (муз. А. Волощенка і В. Овчинникова).

## Виноски
1. ↑  Текст на Poetryclub
2. ↑  «Трохи перероблена». — Москва, 1914. Архів оригіналу за 20 лютого 2022. Процитовано 21 листопада 2015.
3. ↑  Шевченко В. Школа для бандури [Ноти] / В. Шевченко [Ч.] III. — [М.] : 1914 — 15 с.
4. ↑  Эрюш Вежай. Весь весе опаня
5. ↑  Весь весе опаня. Мирослава Копинец